# Dekanat Peszt-Wewnętrzny
Dekanat Peszt-Wewnętrzny – jeden z 16 dekanatów rzymskokatolickiej archidiecezji ostrzyhomsko-budapeszteńskiej na Węgrzech. 
Według stanu na kwiecień 2018 w skład dekanatu Peszt-Wewnętrzny wchodziło 7 parafii rzymskokatolickich. 

## Lista parafii
W skład dekanatu Peszt-Wewnętrzny wchodzą następujące parafie:
1. Parafia Chrystusa Króla w Budapeszcie-Belsőjózsefváros
2. Parafia Wniebowzięcia Najświętszej Maryi Panny w Budapeszcie-Belváros
3. Parafia św. Elżbiety w Budapeszcie-Erzsébetvárosi Árpád
4. Parafia św. Franciszka z Asyżu w Budapeszcie-Ferencváros
5. Parafia św. Stefana w Budapeszcie-Szentistvánváros
6. Parafia św. Rocha w Budapeszcie
7. Parafia św. Teresy w Budapeszcie-Terézváros